# Monte d'Oro
De Monte d'Oro (In het Corsicaans Monte Doru, Gouden berg) is een berg van 2389 meter in het Franse departement Haute-Corse dat deel uitmaakt van het eiland Corsica. De berg ligt bij het plaatsje Vizzavona. Vanaf de top is een uitzicht over de omliggende bossen, en kan de zee worden gezien.